# Commercial Club Crew
Commercial Club Crew ist der Name eines deutschen Dance- und Hands-up-Projektes von Chris van Dutch und Rick Tale.

## Gründung und Geschichte
Ende 2003 wurde die Commercial Club Crew durch Frank LaVerne (bürgerlich Frank Nanninga) und Chris van Dutch (bürgerlich Patrick Scholl) gegründet. Zwei Monate nach Gründung des Projektes musste Frank Laverne das Projekt aus privaten Gründen wieder verlassen. Er wurde durch Rick Tale (bürgerlich Henrik Münchow) ersetzt.

## Bandmitglieder
Chris van Dutch (eigentlich Patrick Scholl) wurde am 29. Februar 1980 in Aachen geboren. Nach einer Phase als DJ stieg er bei Andorfine Records als Promoter ein, wo er bis Ende 2007 arbeitete. Er verhalf Frank LaVerne zu einer Veröffentlichung auf Andorfine und arbeitete fortan mit ihm zusammen.
Rick Tale (eigentlich Henrik Münchow) wurde am 24. Februar 1984 in Kiel geboren. Nach bestandenem Abitur 2003 rief er mehrere Projekte ins Leben. In dieser Zeit bekam er erste Remixaufträge und es folgten größere Veröffentlichungen. Neben der Commercial Club Crew produziert Henrik für seine Projekte „Age-M“ (Trance) und „Rick Tale“ (Hands-Up Trance) sowie für diverse andere Projekte.

## Singles
- Diggers Song (unterschiedliche Mixes)(4. Mai 2006)
- Behind These Hazel Eyes (November 2006)
- My Sound (feat. Cc.K)(29. Januar 2007)
- La Luna (3. Dezember 2007)
- La Isla Bonita inkl. Crew 7 Mixes (2008)
- Sakura Girl (vs. Clubhunter) (26. August 2008)
- Toy Soldiers (2009)
- Everytime I Try (6. August 2010)
- I Walk Alone (ft. Crystal Lake) (2010)
- Groove Is The Rule (2011)
- La Luna 2012 (Dance Mixes) (2012)